# François Louis René Mouchard de Chaban
Pour les articles homonymes, voir Mouchard et Chaban.
René Mouchard de Chaban, né à Paris le 18 août 1757 et décédé à Hambourg le 23 mars 1814, est un administrateur, puis haut fonctionnaire français sous le Premier Empire.

## Biographie

### Origines familiales
François Louis René Mouchard de Chaban est né le 18 août 1757 à Paris, dans la paroisse Saint-Eustache. Il est le fils d'Amédée Mouchard de Chaban (1720-1781) et de son épouse, Anne-Louise Mouchard de La Garde (1731-1798, sœur de Fanny de Beauharnais). Son père est capitaine au régiment des Gardes françaises et chevalier de Saint-Louis. Sa famille demeure rue de La Vrillière.
La famille Mouchard, autrefois Mouschart, est originaire de La Rochelle. Elle ajoute le nom du fief de Chaban, dans la paroisse de Landrais en Aunis, vers 1695. Depuis le règne de Louis XIV, elle fournit plusieurs officiers à l'armée. Ainsi, le grand-père de René Mouchard de Chaban, Jean Mouchard, connu comme écuyer, est capitaine au régiment de La Tour cavalerie.

### Carrière
Il est lieutenant aux Gardes françaises lorsque la Révolution éclate ; il en adopte modérément les principes et reste discret. Lors des événements de Brumaire VIII, il exerce les fonctions de maire du Pré-Saint-Gervais, près de Paris.

En l'an X, il est nommé sous-préfet de Vendôme. Sa vigilance et son intégrité l'ayant signalé à l'attention du premier consul, on lui confie, le 16 Floréal XI, l'administration du département de Rhin-et-Moselle. Il s'installe à Coblence où son administration est saluée :

« À Coblentz — écrivait une personne attachée au service de Napoléon — nous sommes logés à la Préfecture. La simplicité, je dirai presque la pauvreté des meubles fait grand honneur au préfet, M. de Chaban. L'Empereur s'étonnant de ce dénuement, le préfet lui répondit : ce pays est si pauvre ; il y a tant de malheureux que je me serais reproché de demander à la ville une augmentation d'impôts pour payer des meubles de luxe. J'ai tout ce qui m'est nécessaire ! Ce nécessaire se compose de quelques vieux fauteuils, un vieux lit et quelques tables. Cette simplicité est admirable. M. de Chaban ne s'occupe que du soin de soulager les pauvres. On est heureux de trouver un être semblable qui joint beaucoup d'esprit à tant de vertus. »

Il reçoit la croix de légionnaire le 25 Prairial XII. Appelé à Paris, le 27 Brumaire XII, pour assister à la cérémonie du sacre, l'Empereur, à même de l'apprécier, le nomme le 18 Pluviôse à la succession de Doulcet de Pontécoulant à la préfecture de la Dyle (Bruxelles). En poste depuis la fin de Ventôse XIII, Mouchard de Chaban s'acquiert une très grande considération par la sagesse de ses mesures et par ses talents administratifs. Il administre ce département avec une douceur paternelle et est fort regretté à Bruxelles lorsque Napoléon l'envoie en Italie.
Depuis le 11 juin 1806, il est maître des requêtes au Conseil d'État en service extraordinaire. Il est désigné, le 18 mai 1808, pour travailler, depuis Florence, au sein de la junte extraordinaire présidée par le général Menou. Instituée par décret du 12 mai 1808, elle est destinée à l'organisation des trois départements de la Toscane : la Méditerranée (Livourne), l'Ombrone (Sienne) et l'Arno (Florence). Le 31 décembre 1808, l'Empereur remplace cette junte extraordinaire par un conseil de liquidation, et Chaban en fait partie.
La croix d'officier de la Légion d'honneur récompense ses services le 30 juin 1811. Sa mission remplie, Chaban revient à Paris et est employé comme conseiller d'État attaché à la section de l'intérieur en 1809. L'Empereur le crée chevalier (3 mai 1809), puis comte de l'Empire par décret et lettres patentes des 15 août et 9 décembre 1809.
Envoyé plus tard à Hambourg, avec les titres de président de la commission de liquidation et d'intendant général des finances et de l'intérieur des départements anséatiques (Bouches-de-l'Elbe, Bouches-du-Weser et Ems-Supérieur) le 18 décembre 1810, il tempère par sa prudence et sa modération les rigueurs des mesures commandées par le maréchal Davout. Le 17 juin 1813, il est nommé intendant général des finances dans la 32e division militaire à Hambourg.
Le 23 mars 1814, le comte de Chaban, épuisé par de longues fatigues, succombe à une épidémie qui désole Hambourg durant le siège de cette ville par les alliés.
Son corps est embaumé et ramené en France sur ordre du maréchal Davout pour être inhumé dans le cimetière de Ruan-sur-Egvonne (Loir-et-Cher), où la sépulture existe encore de nos jours.

### Mariage et descendance
Il se marie à Marie Madeleine Dujon qui lui donne :
- Charles, page de l'Empereur, lieutenant au 1er régiment de carabiniers, chevalier de la Légion d'honneur, ancien conseiller de préfecture d'Indre-et-Loire et de la Somme ;
- Adrien, sous-lieutenant au 2e régiment de carabiniers, mort à la retraite de Russie ;
- Geneviève, mariée à Julien Belland, conservateur des hypothèques ;
- Élisabeth, mariée à Adrien Law de Clapernou, capitaine de corvette.

## Fonctions
- Sous-préfet de Vendôme, nommé le 5 Floréal VIII, en fonction le 30 Floréal VIII ;
- Préfet de Rhin-et-Moselle, nommé le 16 Floréal XI, en fonction le 25 Prairial XI ;
- Préfet de la Dyle, nommé le 12 Pluviôse XIII, en fonction le 19 Ventôse XIII ;
- Membre de la junte extraordinaire de Toscane le 12 mai 1806 ;
- Membre du Conseil d'État :
  - Maître des requêtes le 11 juin 1806,
  - Conseiller d'État le 19 février 1809 ;
- Intendant de l'intérieur et des finances dans les départements des Bouches-de-l'Elbe, des Bouches-du-Weser et de l'Ems-Supérieur le 18 décembre 1810.
- Intendant général des finances dans la 32e division militaire (Hambourg) le 17 juin 1813.

## Titres
- Chevalier de l'Empire par décret du 3 mai 1809 ;
- Comte de l'Empire par décret du 15 août 1809 et lettres patentes du 9 décembre 1809.

## Distinctions
- Légion d'honneur :
  - Légionnaire le 25 Prairial XII ;
  - Officier le 30 juin 1811.

## Règlement d'armoiries
| Figure | Blasonnement |
| ------ | --- |
|        | Armes du chevalier Mouchard et de l'Empire D'azur au chevron d'or, accompagné de trois mouches du même, à la champagne de gueules chargée de l'insigne des chevaliers légionnaires.                                                |
|        | Armes du comte Mouchard et de l'Empire D'azur au chevron d'or, accompagné de trois mouches du même, à la champagne de gueules chargée de l'insigne des chevaliers légionnaires ; au canton des comtes conseillers d'État brochant. |
|        | Armes du comte de Chaban D'azur au chevron d'or, accompagné de trois mouches du même (armoiries de la famille Mouchard sous l'Ancien Régime). Supports : deux cygnes au naturel. Devise : « Mort l'honneur, meure la race ».       |

## Publications
- Essais sur l'origine du nom des communes dans la Touraine, le Vendômois et une partie du Dunois ;
- De la Méthode à suivre pour rechercher l'origine des noms de lieu en France. Considérations sur cette question. Congrès de la Sorbonne.